# Владикавказ (футбольный клуб)
«Иристо́н» — российский футбольный клуб из Владикавказа. Основан в 1992 году. Представлял трест «Севосетинстрой». До 1993 года команда носила название «Строитель». С 1993 по 2000 год — участник первенства России на профессиональном (нелюбительском) уровне.
В 2001 году на базе «Иристона» был создан клуб «Владикавказ», участвовавший в первенстве КФК в 2001—2006 годах, в 2008 году в аналогичном первенстве участвовала владикавказская команда «Спартак».
В 2023 году в южной зоне III дивизиона играла команда «Владикавказ». В сезоне 2024 года эта команда также участвует в турнире, но уже под названием «Иристон».

## Названия
- 1992 — «Строитель».
- 1993—2000 — «Иристон».
- 2001—2007 — «Владикавказ».
- 2008—2009 — «Спартак Владикавказ» или «Спартак».

## История
Команда «Строитель» (Орджоникидзе/Владикавказ) играла в чемпионате Северной Осетии с 1964 года — чемпион 1989 года, серебряный призёр 1972 и 1985 годов. В 1990—1991 годах принимала участие в чемпионате РСФСР среди команд КФК: 1990 — 2-е место в зоне 8 («Северный Кавказ»), 1991 — 1-е место в зоне 8 («Северный Кавказ»), на финальном турнире, в котором участвовало 12 команд, разбитых на предварительном этапе на 3 группы — последнее, 4-е место в группе.
В первый же год выступлений ФК «Строитель» в 1992 году в первенстве России среди КФК команда заняла 1-е место в 8-й северо-кавказской зоне. Заняв 4-е место в финальном турнире, владикавказцы получили право выступить во второй лиге в следующем сезоне. Дебютный на профессиональном уровне сезон-1993 оказался и самым успешным в истории команды: по итогам первого этапа «Иристон» занял 3-е место, а в турнире за 1-7 места стал четвёртым. В последующие 2 года команда занимала места в нижней части турнирной таблицы, но при этом была самой молодой в Европе. А в 1996 году «Иристон» был снят с чемпионата за попытку подкупа футболистов петербургского «Динамо»: сначала это решение было принято контрольно-дисциплинарной комиссией, а затем подтверждено исполкомом Российского футбольного союза. Вернувшись за один сезон во второй дивизион, «Иристон», продолжавший делать ставку на молодых воспитанников, не поднимался выше 16-го места. В 2001 году команда лишилась профессионального статуса.
Наивысшим достижением команды в Кубке России стал выход в 1/64 финала в розыгрыше 1994/95.

## Результаты в ПФЛ
| Первенство | Первенство          | Первенство              | Первенство              | Первенство              | Первенство              | Первенство              | Первенство              | Первенство              | Кубок | Примечания                         |
| Сезон      | Лига                | Место                   | И                       | В                       | Н                       | П                       | Мячи                    | О                       | Кубок | Примечания                         |
| ---------- | ------------------- | ----------------------- | ----------------------- | ----------------------- | ----------------------- | ----------------------- | ----------------------- | ----------------------- | ----- | ---------------------------------- |
| 1993       | Вторая лига, зона 1 | 4 из 14                 | 38                      | 21                      | 5                       | 12                      | 62-55                   | 47                      | —     |                                    |
| 1994       | Вторая лига, Запад  | 17 из 21                | 40                      | 10                      | 7                       | 23                      | 42-73                   | 27                      | 1/64  |                                    |
| 1995       | Вторая лига, Запад  | 12 из 22                | 42                      | 18                      | 2                       | 22                      | 62-78                   | 56                      | 1/128 |                                    |
| 1996       | Вторая лига, Запад  | результаты аннулированы | результаты аннулированы | результаты аннулированы | результаты аннулированы | результаты аннулированы | результаты аннулированы | результаты аннулированы | 1/256 | Снят с первенства после 20-го тура |
| 1997       | Третья лига, зона 1 | 6 из 13                 | 48                      | 25                      | 9                       | 14                      | 98-63                   | 84                      | —     | Переход во второй дивизион         |
| 1998       | Второй дивизион, Юг | 16 из 21                | 40                      | 12                      | 7                       | 21                      | 49-70                   | 43                      | 1/256 |                                    |
| 1999       | Второй дивизион, Юг | 16 из 19                | 36                      | 7                       | 6                       | 23                      | 39-79                   | 27                      | 1/256 |                                    |
| 2000       | Второй дивизион, Юг | 18 из 20                | 38                      | 9                       | 4                       | 25                      | 30-90                   | 31                      | 1/256 | Исключение из ПФЛ                  |

1. ↑  Командой было проведено 19 матчей.